# Microtendipes tobaquintus
Microtendipes tobaquintus är en tvåvingeart som beskrevs av Akio Kikuchi och Sasa 1990. Microtendipes tobaquintus ingår i släktet Microtendipes och familjen fjädermyggor. Inga underarter finns listade i Catalogue of Life.